# Università di Nagasaki
La università di Nagasaki (長崎大学 Nagasaki daigaku?) è un'università nazionale del Giappone. Il principale campus è situato nel circondario di Bunkyo-machi a Nagasaki, nella Prefettura di Nagasaki, in Giappone.

## Storia
L'Università di Nagasaki fu fondata nel 1949. 
A maggio 2017 contava oltre settemila studenti iscritti, tra cui circa cinquecento studenti internazionali provenienti da Cina, Corea del Sud, Vietnam, Myanmar, Filippine, Kenya e altri Paesi sia africani che europei.

## Facoltà
Campus di Bunkyo
- Facoltà di Istruzione
- Facoltà di Scienze Farmaceutiche
- Facoltà di Ingegneria
- Facoltà di Studi dell'ambiente
- Facoltà di Scienze della pesca

Campus di Sakamoto
- Scuola di Medicina
- Scuola di Odontoiatria

Campus di Katafuchi
- Facoltà di Economia

Centri di ricerca
- Centro per la Ricerca Collaborativa Internazionale
- Centro per la Cooperazione Industriale, Universitaria e Governativa
- Centro di Collegamento per l'Istruzione Internazionale (Liason Center for International Education)
- Organizzazione per la Ricerca Marina e la Tecnologia
- Centro per lo Sviluppo Comunitario